# Хіракава

40°35′3″ пн. ш. 140°33′59″ сх. д. / 40.58417° пн. ш. 140.56639° сх. д.
Хірака́ва (яп. 平川市, ひらかわし, МФА: [çiɾokawa ɕi̥]) — місто в Японії, в префектурі Аоморі.

## Короткі відомості
Розташоване в південній частині префектури, на території Цуґарської рівнини. Виникло на основі сільських поселень раннього нового часу. Засноване 1 січня 2006 року шляхом об'єднання містечкок Оное й Хірака з селом Ікаріґасекі. Основою економіки є сільське господарство, рисівництво, вирощування яблук. В південній частині міста розташовані гарячі джерела. Станом на 1 жовтня 2007 площа міста становила 345,81 км². Станом на 1 липня 2008 населення міста становило 34 408 осіб.